# جنسن لويس
جنسن لويس (بالإنجليزية: Jensen Lewis)‏ هو لاعب كرة قاعدة أمريكي، ولد في 16 مايو 1984 في سينسيناتي في الولايات المتحدة.

## وصلات خارجية
- جنسن لويس على موقع دوري كرة القاعدة الرئيسي (الإنجليزية)
- جنسن لويس على موقعبيزبول رفرنس.كوم (الدوري الرئيسي) (الإنجليزية)
- جنسن لويس على موقعبيزبول رفرنس.كوم (الدوري الثانوي) (الإنجليزية)
- جنسن لويس على موقع إي إس بي إن.كوم (أم.أل.بي) (الإنجليزية)
- جنسن لويس على موقع مشجعي الرسوم البيانية (الإنجليزية)